# Psectraxylia
Psectraxylia is een geslacht van vlinders van de familie uilen (Noctuidae), uit de onderfamilie Noctuinae.

## Soorten
- P. aeramen (Felder & Rogenhofer, 1874)
- P. bisagittatum Krüger, 2005
- P. boursini Fletcher D. S., 1961